# Frachtschifffahrt

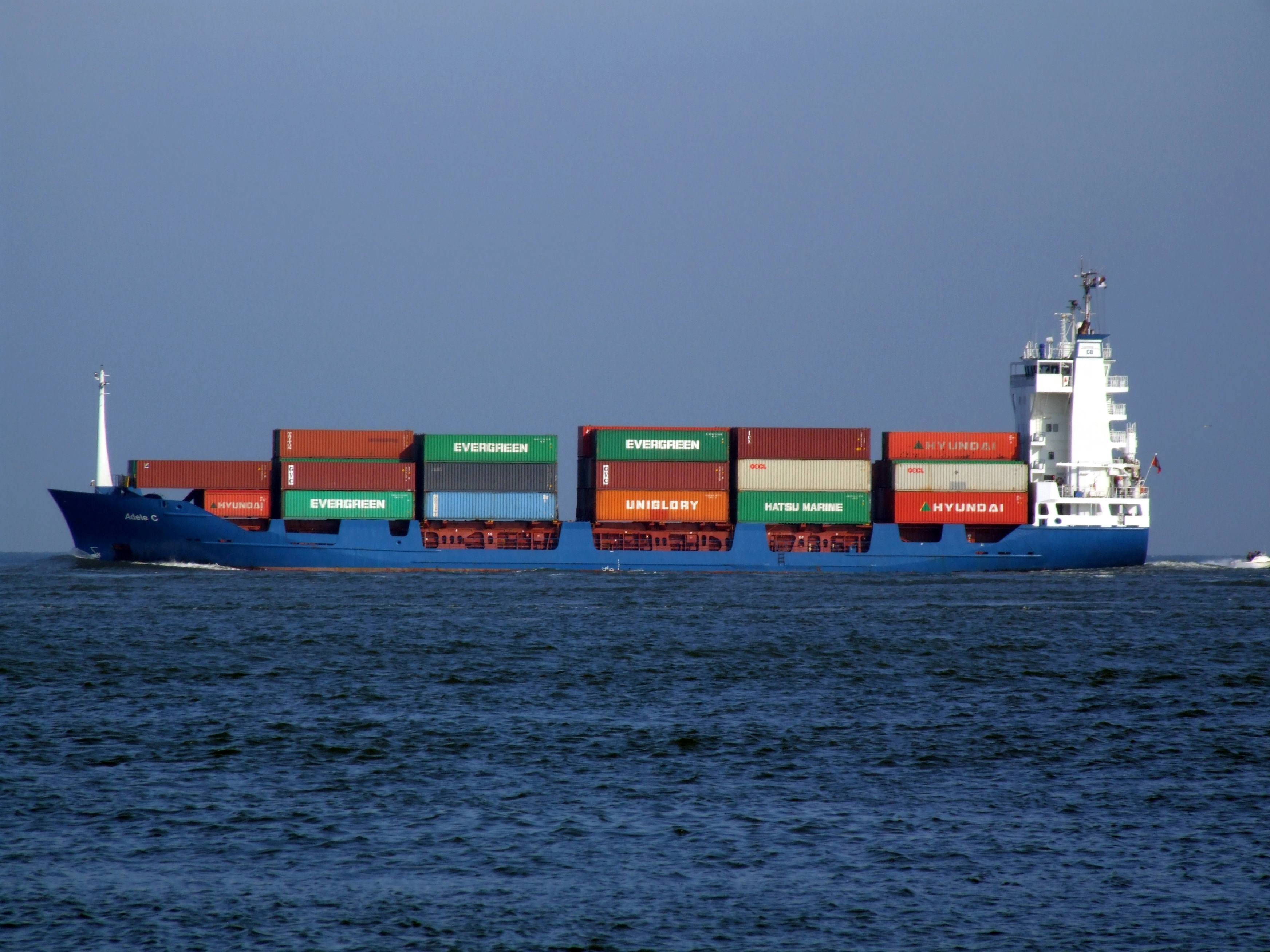
Die „Adele C“ verlässt Rotterdam

Die Frachtschifffahrt (englisch cargo shipping) übernimmt im Güterverkehr den Transport von Frachtgut durch Frachtschiffe.

## Allgemeines
Der Güterverkehr erfolgt zu Lande (Schienengüterverkehr, Straßengüterverkehr), im Wasser (Frachtschifffahrt) und in der Luft (Luftfrachtverkehr). Zunehmende Beliebtheit erlangen Frachtschiffe bei Touristen für Frachtschiffreisen, wobei die Zahl der Passagiere an Bord eines Frachters im Vergleich zu den Hochsee- und Flusskreuzfahrtschiffen gering ist. Deshalb ist ein Frachtschiff in erster Linie ein Transportmittel, mit dem überwiegend Handelswaren auf dem Wasserweg befördert werden. Besondere Frachtschiffe sind die Containerschiffe für den Transport von ISO-Containern und Tankschiffe für den Transport flüssiger oder gasförmiger Stoffe.

## Geschichte

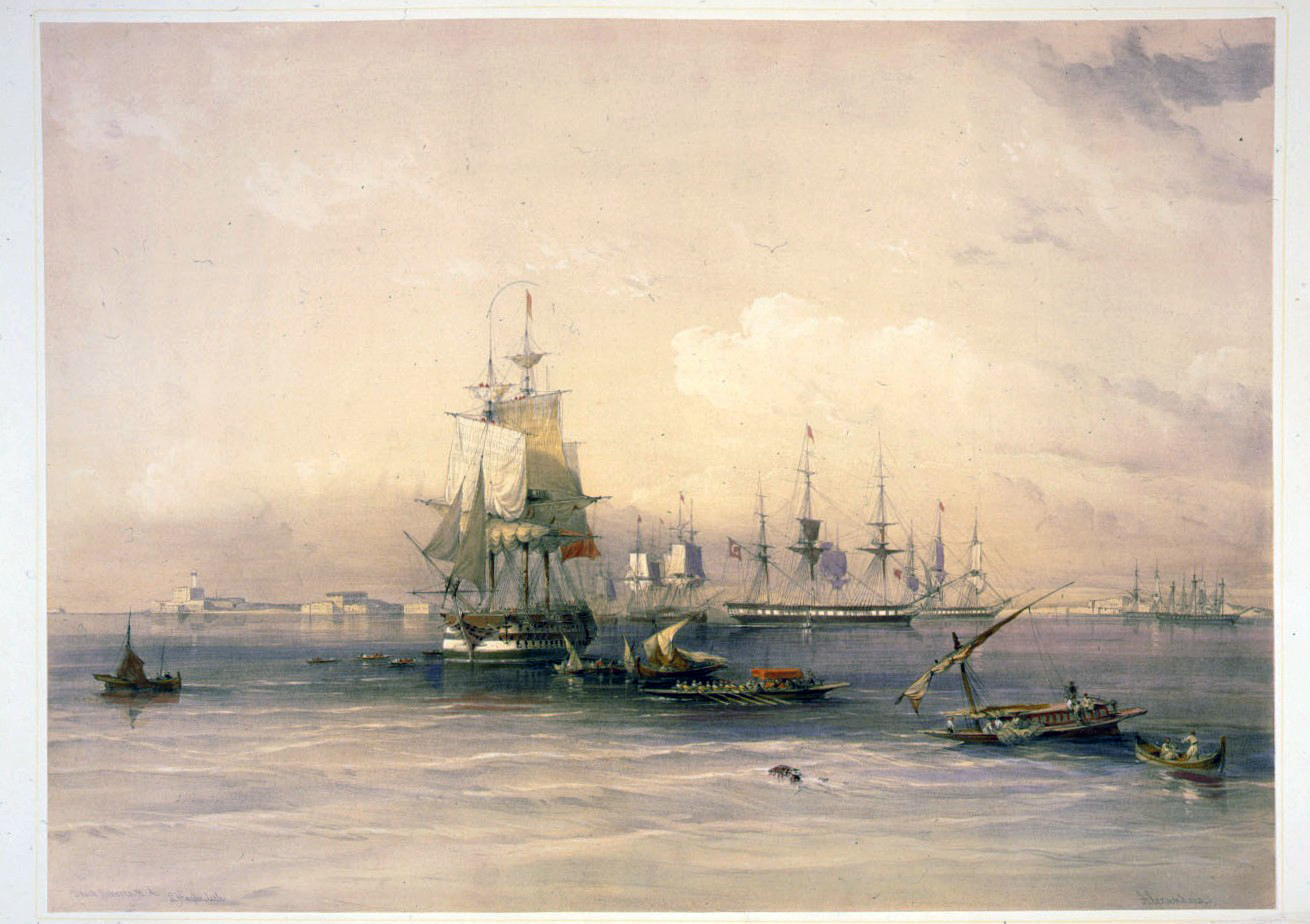
Frachtschiff vor Alexandria (Aquarell von David Roberts, 1848)

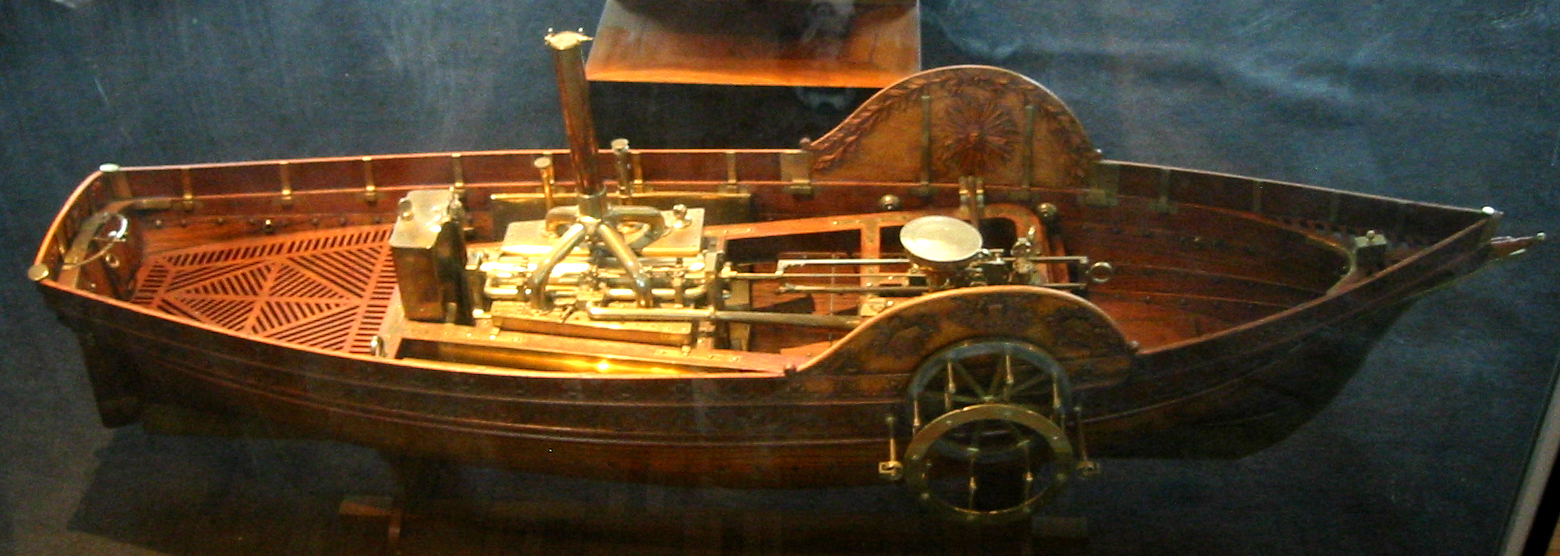
Modell der Pyroscaphe

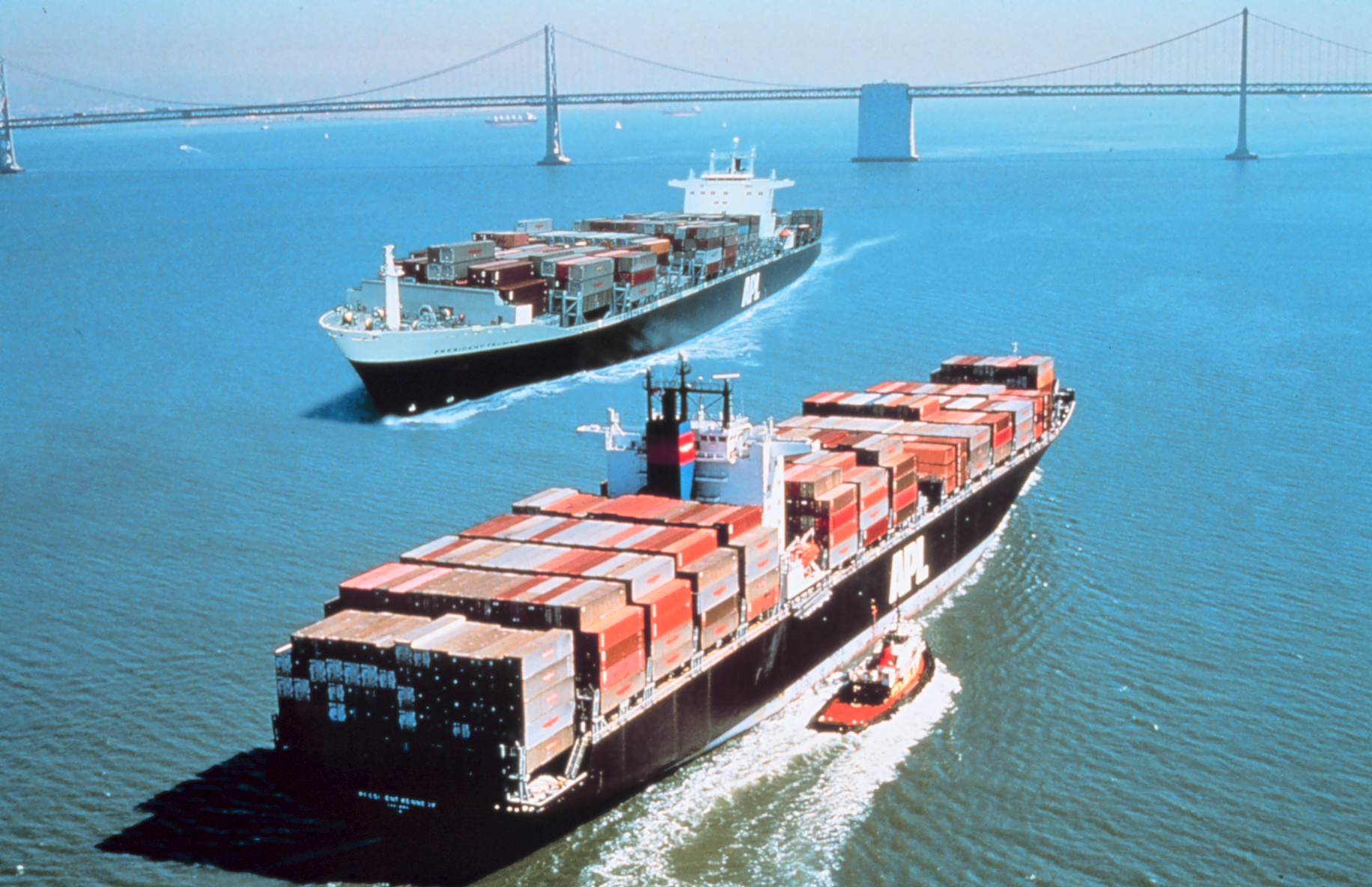
Containerschiffe vor der Bay Bridge in der San Francisco Bay (1973)

Die ältesten Belege über Ägyptens Frachtschifffahrt sind auf Stein gemeißelt und berichten aus dem Jahre 2300 vor Christus, dass ägyptische Schiffe auf dem Roten Meer von Punt Luxusgüter wie Gold, Silber, Elfenbein oder Ebenholz mitbrachten. Die Einwohner Kretas tauchten bereits in der Bronzezeit (2400–1600) als seefahrendes Volk auf und entwickelten verschiedene Schiffstypen für den Seetransport (unter anderem die Pentekontere). Bei Frachtschiffen wurde durch die zugleich als Ballast dienende Schiffsladung die Tauchtiefe so reguliert, dass der Freibord etwa einen Meter über dem Wasserspiegel lag.
Plinius der Ältere schrieb im 1. Jahrhundert, dass von Karthago aus Seefahrer Ende des 6. Jahrhunderts vor Christus bis nach Britannien fuhren, um von dort Zinn für die Bronzeherstellung zu importieren. Die Frachtschifffahrt von Alexandria nach Rom (Hafen Ostia) diente während der Römerzeit ursprünglich dem Getreidetransport, weitete sich jedoch später auf andere Waren wie Gewürze aus. Die Reeder der Frachtschifffahrt (lateinisch navicularii) schlossen sich in großen Häfen zu Innungen zusammen. An Bord der Frachtschiffe befand sich als Teil der Schiffsbesatzung ein „Superkargo“, ein Beauftragter des Befrachters, der dessen Rechte für die Schiffsladung und deren Verkauf wahrnahm. Die durchschnittliche Geschwindigkeit der Frachtschiffe soll 4–6 Seemeilen (also 7,5 bis 11 km/h) bei gutem Wetter und günstigem Wind betragen haben.
Eine wichtige Rolle in der Frachtschifffahrt der Hansezeit spielte damals schon der Behälterverkehr. Während am Mittelmeer in der Antike Öl, Wein, Weihrauch, eingemachte Fische und anderes in Tongefäßen oder Amphoren befördert wurden, gab es spätestens seit 160 nach Christus in Gallien ein weitverzweigtes Küfergewerbe, um Fässer für Frachtschiffe herzustellen.
Das Zeitalter der Entdeckungsreisen besaß im Mittelalter zwei verschiedene Aspekte. Einerseits wollten die großen Entdecker-Nationen wie Spanien und Portugal die Welt erkunden, andererseits verbanden sie damit auch die Absicht, entdeckte Länder zu kolonialisieren und auszubeuten. Insbesondere die umfangreichen Gold- und Silbertransporte als Folge der Entdeckungen Mexikos durch Hernán Cortés (April 1519) und Perus durch die Brüder Pizarro (April 1532) sind von historischer Bedeutung. Im Juli 1533 hatte Pizarro so viel Gold und Silber zusammengetragen (1,5 Millionen Pesos Gold und 50.000 Mark Silber), dass sein geldgieriges Gefolge dem Statthalter erklärte, es sei an der Zeit, die vorhandene Edelmetalle in Barren umzuschmelzen und die Verteilung vorzunehmen; Hernando Pizarro begleitete deshalb Anfang August 1533 das „Kaiserliche Fünftel“ nach Sevilla.
Seit dem Mittelalter ist der Rhein einer der bedeutendsten Handels- und Verkehrswege Europas. Über Jahrhunderte befuhren schwere hölzerne Frachtschiffe den Fluss, wurden von Pferden getreidelt oder ließen sich vom Segel treiben. Hier fuhren insbesondere in den Niederlanden hergestellte Aaken, eine Kölner Version war die Kölner Aak (niederländisch Keulsze Aek). Auf dem Mittelrhein zwischen Köln und Mainz mussten die größeren Frachtschiffe wegen der Windverhältnisse stets getreidelt werden, das Segel diente lediglich der Unterstützung.
Die Fahrt des 45 Meter langen ersten Dampfschiffes „Pyroscaphe“ mit Rädern im Juli 1783 steigerte die Beförderungsleistung dieses Transportmittels erheblich; der erste Hochseedampfer ging während der Gründerzeit 1889 in Betrieb. Der im Februar 1857 gegründete Norddeutsche Lloyd und die im Dezember 1883 entstandene Deutsche Dampfschifffahrts-Gesellschaft „Hansa“ trugen zur Förderung des Fernhandels bei.
Die Zunahme des Welthandels in der Neuzeit brachte neue Schiffstypen hervor. Mit der im November 1955 in Dienst gestellten Clifford J. Rogers ging das erste als solches geplante und gebaute Containerschiff in Betrieb. Es folgten RoRo-Schiffe, LoLo-Schiffe oder RoPax-Schiffe.

## Arten
Unterschieden wird zwischen Binnen- und Seeschifffahrt. Letztere wird in die Linien- (Linienfrachter) und Trampschifffahrt eingeteilt. Während die Linienschifffahrt nach festen Fahrplänen auf vorgegebenen Routen verkehrt, richtet sich die Trampschifffahrt auf Fahrten nach Angebot und Nachfrage (Charter). Die Binnenschifffahrt erfolgt auf Flüssen oder Kanälen und hat damit streng vorgegebene Schifffahrtsrouten, während in der Seeschifffahrt der Seeweg vom Ermessen des Kapitäns abhängt.

## Rechtsfragen
Als Vertragstyp liegt der Frachtschifffahrt der Frachtvertrag zugrunde, bei der Seefracht der Seefrachtvertrag. Wie beim übrigen Güterverkehr sind auch in der Frachtschifffahrt Warenbegleitpapiere für das Frachtgut erforderlich. Die Binnenschifffahrt verwendet den Ladeschein, die Seeschifffahrt für die Seefracht das Konnossement oder den Seefrachtbrief. Während Ladeschein und Konnossement als gekorene Orderpapiere des § 363 HGB die beförderte Ware repräsentieren (Traditionspapiere), gilt der Seefrachtbrief – bis zum Beweis des Gegenteils – lediglich als Nachweis für Abschluss und Inhalt des Stückgutfrachtvertrages sowie für die Übernahme des Frachtgutes durch den Verfrachter (§ 526 Abs. 2 HGB).

## Wirtschaftliche Aspekte
Der Verkehrszweig Frachtschifffahrt ist vor allem für Massengüter, Container und Schwergüter geeignet. Der Trend, Touristen auf Frachtschiffen zu befördern, hat Combicarrier hervorgebracht. Es sind kombinierte Passagier- und Frachtschiffe, die vordergründig Lkw und Fracht, aber auch Passagiere transportieren. Diese Passagiere akzeptieren die längere Fahrzeit der Schiffe und nutzen nicht die kürzere Flugzeit einer Flugreise.
Maßeinheit für die Berechnung der Frachtrate sind die gefahrenen Tonnenkilometer. Ihnen liegen das Gewicht der Seefracht und die Entfernung zwischen Ladeplatz und Löschplatz zugrunde. Begrenzungsfaktoren für die Tonnenkilometer sind der zur Verfügung stehende Laderaum und die Tragfähigkeit. Insbesondere in der Seeschifffahrt sind lange Fahrzeiten zu berücksichtigen, so dass sich die Lieferzeit enorm erhöht. Bei zeitkritischem Frachtgut ist deshalb die Luftfracht die Alternative. Fahrzeiten auf dem gleichen Seeweg können durch Meeresströmung, Seegang oder Wetter unterschiedlich ausfallen, so dass sie nur ungefähr angegeben werden können. Eine genauere Bestimmung der Fahrzeiten ist in der Binnenschifffahrt möglich. Hier kann die Fahrzeit auch durch Hoch- oder Niedrigwasser beeinträchtigt werden.